# Kampen-Zuid
Zuid is een buurt in de Nederlandse gemeente Kampen en maakt deel uit van de woonwijk Zuid-Bovenbroek. De buurt stamt uit de jaren 1930 van de vorige eeuw en kent smalle straten met relatief weinig groenvoorzieningen. Zuid wordt begrensd door: Ebbingestraat, Bovensingel en IJsseldijk. Deze wijk wordt in de volksmond ook wel Oud Zuid genoemd, omdat men bij Kampen Zuid, tegenwoordig aan de wijk Stationskwartier denkt, nabij het station Kampen Zuid.

## Onderwijs

### Basisonderwijs
- Marnixschool (protestant christelijk onderwijs)
- Engelenbergschool (Openbaar Dalton onderwijs)
- Rehobothschool (protestant christelijk onderwijs)